# Wincenty Tường
Św. Wincenty Tường (wiet. Vinh-Sơn Tường) (ur. ok. 1814 r. w Ngọc Cục, prowincja Nam Định w Wietnamie – zm. 16 czerwca 1862 r. w Làng Cốc, prowincja Nam Định w Wietnamie) – święty Kościoła katolickiego, męczennik.
Bardzo niewiele wiadomo o Wincentym Tường. Urodził się w Ngọc Cục, prowincja Nam Định w zamożnej rodzinie. Jego rodzicami byli Dominik Tiên i Maria Gương, a jego bratem był Andrzej Tường. Podczas prześladowań chrześcijan w Wietnamie aresztowano go 14 września 1861 r. Spędził wiele miesięcy w więzieniu. Został ścięty w Làng Cốc 16 czerwca 1862 r.
Dzień wspomnienia: 24 listopada w grupie 117 męczenników wietnamskich.
Beatyfikowany 29 kwietnia 1951 r. przez Piusa XII. Kanonizowany przez Jana Pawła II 19 czerwca 1988 r. w grupie 117 męczenników wietnamskich.